# Hrabstwo Dawson (Nebraska)
Hrabstwo Dawson (ang. Dawson County) – hrabstwo w stanie Nebraska w Stanach Zjednoczonych. Obszar całkowity hrabstwa obejmuje powierzchnię 1 019,43 mil2 (2 640,33 km²). Według danych z 2010 r. hrabstwo miało 24 326 mieszkańców. Hrabstwo powstało w 1860 roku.

## Sąsiednie hrabstwa
- Hrabstwo Custer (północ)
- Hrabstwo Buffalo (wschód)
- Hrabstwo Phelps (południowy wschód)
- Hrabstwo Gosper (południe)
- Hrabstwo Frontier (południowy zachód)
- Hrabstwo Lincoln (zachód)

## Miasta
- Cozad
- Gothenburg
- Lexington

## Wioski
- Eddyville
- Farnam
- Overton
- Sumner

## CDP
- Willow Island